# Guatteria clusiifolia
Guatteria clusiifolia là loài thực vật có hoa thuộc họ Na. Loài này được D.M.Johnson & N.A.Murray mô tả khoa học đầu tiên năm 1990.